# Consejo de Mujeres Afganas
El Consejo de Mujeres Afganas (también conocido como "Consejo de Mujeres") fue una organización Afgana bajo la República Democrática de Afganistán (1978–87) y la República Democrática de Afganistán entre (1987-1992). Era una organización sin fines de lucro que se esforzó por ayudar a las mujeres y niños afganos mejorando sus condiciones de vida y creando conciencia sobre los derechos humanos. Hasta 1989, la líder de la organización era Masuma Esmati Wardak, quien no era miembro del Partido Democrático Popular de Afganistán y en 1991 se convirtió en Ministra de Educación.
La organización fue dirigida por Wardak y un equipo de ocho mujeres. Algunas de sus miembros del personal también eran miembros del Partido Democrático Popular de Afganistán. Cuando el régimen comunista en 1978 bajo el gobierno de Nur Muhammad Taraki se les otorgó los mismos derechos a las mujeres que a los hombres. Las mujeres ahora tenían la capacidad de elegir sus maridos, y tener una educación formal, y se les dio el derecho de tomar decisiones sobre sus propias vidas. La membresía del AWC era de alrededor de 150,000 en todo el país y tenía sucursales y bases en todas las provincias de Afganistán con la excepción de  Vardak y Paktīkā. La mayoría de las mujeres en Kabul se resistieron a los  Mujahideen debido a sus leyes regresivas sobre las mujeres.
El Consejo de Mujeres Afganas brindó trabajo social a las mujeres en Afganistán, en la lucha contra el analfabetismo y apoyó la formación profesional para las personas en entre otras: secretaría, peluquería y en talleres. Muchos temieron la plataforma reivindicativa del Consejo de Mujeres en las conversaciones reconciliación nacional que comenzaron en 1987. Se afirma que en 1991 alrededor de siete mil mujeres estaban en instituciones de educación superior y unas 230.000 niñas estudiaban en escuelas de todo Afganistán. Había alrededor de 190 mujeres profesoras y 22.000 maestras.